# Hokuriku Shinkansen
Hokuriku Shinkansen (japanska: 北陸新幹線?) är en linje för höghastighetståg i det japanska Shinkansennätet. Den byggdes ursprungligen till Nagano och kallades Nagano Shinkansen (japanska: 長野新幹線?). Den sträcker sig mellan Takasaki och Tsuruga och är 471 km lång. Sträckningen från Takasaki till och med Jōetsumyōkō tillhör JR Higashi Nihon och mellan Jōetsumyōkō och Kanazawa tillhör den JR Nishi Nihon. Båda ingår i samarbetet Japan Railways.
Samtliga avgångar på sträckan utom Tsurugi går vidare eller fortsätter på Joetsu och Tohoku Shinkansen till/från Tokyo. Trafiken delas upp i fyra olika transporttjänster:
- Kagayaki är expresstjänsten som ansluter Tsuruga med Tokyo på som snabbast 3h8min, körs tillsammans av JR Nishi Nihon och JR Higashi Nihon. Trafikerar Tsuruga, Fukui, Kanazawa, Toyama, Nagano, Omiya, Ueno och Tokyo.
- Hakutaka är den långsammare som stannar vid de flesta eller alla stationer, körs tillsammans av JR Nishi Nihon och JR Higashi Nihon.
- Tsurugi går mellan Toyama och Tsuruga, körs av JR Nishi Nihon.
- Asama går mellan Nagano och Tokyo, körs av JR Higashi Nihon.

Alla avgångar går med JR Higashi Nihons E7 eller JR Nishi Nihons identiska W7.

## Utbyggnad

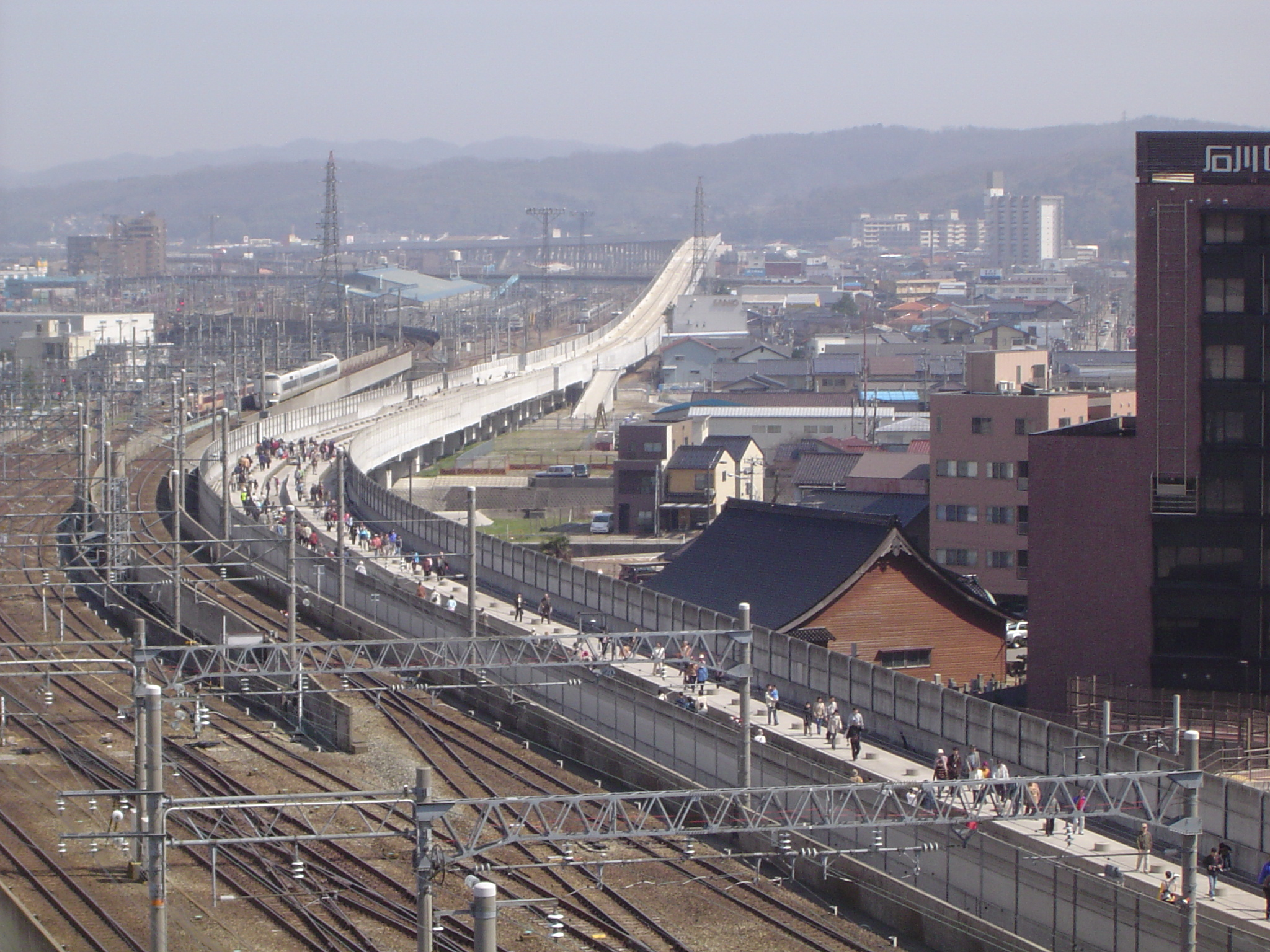
Hokuriku Shinkansen är under utbyggnad här vid Kanazawa station i mars 2008.

Sträckan till Nagano började trafikeras 1997, året före OS i Nagano 1998.
Den har byggts ut med en dragning längs Honshus norra kust och är planerad att så småningom förlängas till Shin-Osaka.
Utbyggnaden till Toyama och Kanazawa öppnades 14 mars 2015.
Byggnationen av etappen Kanazawa till Tsuruga, 115 km påbörjades 2012 och den beräknades från början stå klar 2020, men har blivit försenad. 23 september 2023 påbörjades testkörningar på etappen 
och den öppnades för trafik 16 mars 2024. I och med öppnandet av etappen överlämnade JR Nishi Nihon den parallellt gående smalspåriga delen av Hokuriku honsen och de Class 521 tågsätt som använts på den till ett annat bolag som givit den namnet Hapilinjen och sedan dess bedriver trafik på den. Bron över floden Kuzuryu har förutom shinkansen även bilväg och gångbana och är den första gemensamma shinkansen- och vägbron i Japan. 12 tunnlar har byggts i denna etappen varav den 19,8 km långa Shin-Hokuriku-tunneln är den längsta
Den japanska regeringen har beslutat att den fortsatta utbyggnaden mellan Tsuruga och Shin-Osaka ska gå längs Japanska havets kust via Obama och Kyoto. Byggstart för denna etapp förväntas bli 2025 med beräknad öppning 2046.

## Teknik
Hokuriku Shinkansen går mellan de östra delarna av Japan där elnätet har 50 Hz växelspänning och de västra som har 60 Hz. Även matningen till banan byter därför frekvens inte mindre än tre gånger och samtliga tågtyper som trafikerat (E2) eller trafikerar banan (E7 och W7) klarar därför båda dessa system.
Linjen går i ett kuperat landskap och har lutning på 3 % på 30 km av sträckan. Serie E2-tågen utvecklades särskilt för Nagano Shinkansen med fokus på lägre vikt och hög motorstyrka för att klara lutningarna med bibehållen hastighet. E2-tågsätten var i trafik till 2017, sedan dess används endast E7/W7.

## Störningar
I samband med tyfonen Hagibis brast flodbanken till Chikumagawa 13 oktober 2019 och översvämmade tågdepån i Nagano där åtta Serie E7 och två serie W7 Shinkansen stod uppställda. Samtliga 10 tågsätt fick skrotas på grund av skadorna. JR Higashi Nihon och JR Tokai beräknade värdet av sina förstörda tåg till 11,8 respektive 3 miljarder yen och Hokuriku Shinkansen fick under en tid begränsad trafik i väntan på nya tåg.